# Chelonus subpusillus
Chelonus subpusillus är en stekelart som först beskrevs av Vladimir Ivanovich Tobias 1997.  Chelonus subpusillus ingår i släktet Chelonus och familjen bracksteklar. Inga underarter finns listade i Catalogue of Life.